# Hrvatski akademski odbojkaški klub Rijeka
Lo Hrvatski akademski odbojkaški klub Rijeka è una società pallavolista femminile croata, con sede a Fiume: milita nel campionato di Superliga.

## Storia
Il club è stato fondato nel 1947 ma solo alla metà degli anni '60, con il nome di Partizan Rijeka, inizia a disputare le serie maggiori jugoslave; nel 1973 consegue la vittoria di campionato e coppa nazionale, a cui fa seguito un altro scudetto e altre tre Coppe di Jugoslavia negli anni immediatamente seguenti; nel febbraio 1974, intanto, la società si fonde con l'analogo club maschile diventando Ženski odbojkaški klub Rijeka.
Dall'indipendenza della Croazia, la formazione è impegnata nel campionato croato, ottenendo la prima vittoria di uno scudetto nella stagione 1998-99, per poi vincerne altri tre consecutivi. Nella seconda metà degli anni duemila il club domina il campionato croato, aggiudicandoselo per quattro volte di seguito, e la Coppa di Croazia, imponendosi per ben otto volte; a livello sovranazionale, nella stagione 2008-09 vince anche la Middle European League.
Nell'estate 2012, a seguito di una pesante crisi finanziaria, la società si fonde nel neonato Hrvatski akademski odbojkaški klub Rijeka, fondato ad hoc, trasferendo in quest'ultimo il titolo sportivo e il palmarès ma non la situazione debitoria. Dopo un nuovo titolo nazionale nell'annata 2012-13, che porta a un totale di dieci gli scudetti conquistati, il club subisce il rientro di altre formazioni storiche, in primis l'HAOK Mladost, senza più conseguire alcun titolo.

## Rosa 2022-2023
| N° | Nome             | Ruolo | Data di nascita   | Nazionalità sportiva |
| -- | ---------------- | ----- | ----------------- | -------------------- |
| 4  | Mia Volarić      | L     | 4 aprile 2003     | Croazia              |
| 5  | Mara Štiglić     | S     | 21 novembre 2005  | Croazia              |
| 6  | Kristina Kregar  | U     | 14 luglio 1993    | Croazia              |
| 7  | Lara Sluga       | C     | 8 agosto 2002     | Croazia              |
| 8  | Mateja Vekić     | C     | 2 novembre 2002   | Croazia              |
| 9  | Lorena Smojver   | O     | 28 febbraio 2007  | Croazia              |
| 10 | Viktoria Trcol   | C     | 18 settembre 2004 | Croazia              |
| 11 | Tamara Popić     | P     | 17 febbraio 2000  | Croazia              |
| 12 | Lana Francetić   | S     | 1º giugno 2007    | Croazia              |
| 13 | Petra Brkičić    | P     | 23 giugno 2005    | Croazia              |
| 14 | Petra Gregorović | C     | 3 febbraio 2006   | Croazia              |
| 15 | Josipa Aleksa    | U     | 4 febbraio 2004   | Croazia              |
| 15 | Nikolina Fabris  | S     | 19 novembre 1999  | Croazia              |
| 16 | Tea Pavačić      | S     | 15 maggio 2006    | Croazia              |
| 17 | Nina Šćekić      | U     | 25 agosto 2006    | Croazia              |

## Palmarès
- Campionato jugoslavo: 2

1972-73, 1973-74
- Campionato croato: 10

1998-99, 1999-00, 2000-01, 2006-07, 2007-08, 2008-09, 2009-10, 2010-11, 2011-12, 2012-13
- Coppa di Jugoslavia: 4

1973, 1975, 1977-78, 1978
- Coppa di Croazia: 8

1998, 1999, 2000, 2005, 2006, 2007, 2008, 2009
- Middle European League: 1

2008-09

## Denominazioni precedenti
- 1947-1974: Partizan Rijeka
- 1974-2012: Ženski odbojkaški klub Rijeka